# Белоногофф, Татьяна
Татья́на Белоно́гофф (англ. Tatiana Belonogoff; род. 16 июля 2001) — британская и российская пловчиха, специализирующаяся в брассе, чемпионка и призёр чемпионатов России и Великобритании по плаванию.

## Спортивная карьера
На юниорском чемпионате Европы 2018 года завоевала две золотые медали, одну из которых в женской эстафете 4×100 метров. На чемпионате Великобритании по плаванию, 16 апреля 2019 года завоевала бронзовую медаль на дистанции 50 метров, а 21 апреля стала серебряным призёром на дистанции 100 метров.
Летом 2019 года переехала в Россию и стала жить и тренироваться в Санкт-Петербурге. 6 ноября 2019 года на чемпионате страны на дистанции 50 метров завоевала бронзовую медаль, уступив в финале Наталье Иванеевой и Нике Годун 9 ноября, на дистанции 100 метров, Татьяна завоевала бронзовую медаль, уступив в финале Марии Темниковой и Нике Годун.
В феврале 2020 года объявила, что сменит гражданство Великобритании на гражданство России. В сентябре 2020 года, было объявлено, что Татьяна сменила гражданство и будет представлять Россию на международных соревнованиях. 3 апреля 2021 года на чемпионате России на дистанции 50 метров брассом завоевала серебро, уступив более опытной и титулованной Юлии Ефимовой и опередив Нику Годун, ставшей третьей. 5 апреля, на дистанции 100 метров, стала третьей, уступив в финале Евгении Чикуновой и Юлии Ефимовой, которые заняли первое и второе места.
В апреле 2022 года на чемпионате России на дистанции 100 метров, стала третьей уступив в финале Нике Годун и Евгении Чикуновой.
В апреле 2023 года на чемпионате России на дистанции 100 метров стала второй, уступив в финале Евгении Чикуновой и опередив белорусскую пловчиху Алину Змушку, которая стала третьей.
В апреле 2024 года на чемпионате России по плаванию, который проходил в Казани, в заплыве на 50 метров стала чемпионкой страны, опередив в финале Евгению Чикунову и Юлию Ефимову. 17 апреля, в финальном заплыве на 100 метров брассом, Белоногофф завоевала серебро, уступив Евгении Чикуновой и опередив Юлию Ефимову.